# Personal Mountains
Albums de Keith Jarrett
My Song
(1978) Nude Ants
(1979)
Personal Mountains est un album du pianiste américain Keith Jarrett, avec le saxophoniste Jan Garbarek, le bassiste Palle Danielsson et le batteur Jon Christensen. L'album est enregistré live à Tokyo les 16 et 17 avril 1979, mais ne sort que dix ans plus tard, en 1989.

## Liste des morceaux
Toutes les compositions sont de Keith Jarrett.
| No | Titre              | Durée |
| -- | ------------------ | ----- |
| 1. | Personal Mountains | 16:02 |
| 2. | Prism              | 11:15 |
| 3. | Oasis              | 18:03 |
| 4. | Innocence          | 7:16  |
| 5. | Late Night Willie  | 8:46  |

## Musiciens
- Keith Jarrett - piano, compositions
- Jan Garbarek - saxophone ténor, saxophone soprano
- Palle Danielsson - contrebasse
- Jon Christensen - batterie